# Chameleon Tour
Es la sexta gira que realizó la banda de speed metal alemana Helloween. Se realizó para presentar su disco Chameleon. Comenzó el 14 de septiembre de 1993 y terminó el 22 de diciembre de 1993. Se destaca por las escasas presentaciones de la banda en ese año. Recorrieron países como Alemania, Japón, Dinamarca. En esta gira se realizaron solamente 13 conciertos, una de las giras más cortas de la banda. Tras este corto pero agotador tour, la banda se metió a grabar lo que en julio de 1994 sería su sexto disco, que se llama Master Of The Rings.

## Lanzamiento del disco y gira

### 1993
El 31 de mayo de 1993 sale su quinto disco, que se llama Chameleon. Consta de 12 canciones y fue grabado en medio de su gira anterior. Este es el último álbum con Michael Kiske, que fue echado de la banda, y también con Ingo Schwichtenberg, que abandonó la misma por graves problemas de salud. La gira de este disco comenzó el 14 de septiembre, con un concierto en Kulttuuritalo, para volver a Suecia el 15 de septiembre y después de 5 años. El recital tuvo lugar en Melody Club. El 16 de septiembre tocaron en el Rockefeller Music Hall de Noruega, y al día siguiente hicieron lo suyo en Pumpehuset. Tres días después volvieron a Alemania para tocar en Docks. Otros tres días después dieron un concierto en Music Hall. Entre el 27 de noviembre y el 4 de diciembre dieron 6 shows en Japón, y terminaron el año el 22 de diciembre, con un concierto en Rockfabrik, dando por finalizada la gira.

## Conciertos
- 14/09/1993 - Kulttuuritalo, Helsinki
- 15/09/1993 - Melody Club, Estocolmo
- 16/09/1993 - Rockefeller Music Hall, Oslo
- 17/09/1993 - Pumpehuset, Copenhague
- 20/09/1993 - Docks, Hamburgo
- 23/09/1993 - Music Hall, Frankfurt
- 26/11/1993 - NHK Hall, Tokio
- 27/11/1993 - Shibuya Koukaidou, Tokio
- 29/11/1993 - Osaka Kousei Nenkin Kaikan, Osaka
- 01/12/1993 - Nagoya-shi Koukaidou, Nagoya
- 02/12/1993 - Nakano Sunplaza, Tokio
- 04/12/1993 - Yokohama Bunka Taiikukan, Yokohama
- 22/12/1993 - Rockfabrik, Luisburgo

## Formación durante la gira
- Michael Kiske - Voz
- Roland Grapow - Guitarra líder
- Michael Weikath - Guitarra rítmica
- Markus Grosskopf - Bajo
- Ingo Schwichtenberg - Batería